# Manchester (Oklahoma)
Manchester je obec na severozápadu Grant County v Oklahomě. V roce 2020 v ní žilo 90 obyvatel.

## Obyvatelstvo
Zdroj: 
| Rok  | Počet obyvatel | ± %     |
| ---- | -------------- | ------- |
| 1900 | 158            | —       |
| 1910 | 271            | 71,5 %  |
| 1920 | 237            | −12,5 % |
| 1930 | 281            | 18,6 %  |
| 1940 | 269            | −4,3 %  |
| 1950 | 190            | −29,4 % |
| 1960 | 162            | −14,7 % |
| 1970 | 165            | 1,9 %   |
| 1980 | 146            | −11,5 % |
| 1990 | 106            | −27,4 % |
| 2000 | 104            | −1,9 %  |
| 2010 | 103            | −1,0 %  |
| 2020 | 90             | −12,6 % |

## Osobnosti
Osobnosti spojené s obcí:
- Mark Dinning (1933-1986), zpěvák